# Teriitaria I
Teriʻitariʻa I (1769–1793) là quốc vương cai trị đảo Huahine (một trong số những hòn đảo thuộc Quần đảo Société, Polynésie thuộc Pháp)

## Thân thế
Ông sinh năm 1769. Mẹ ông là Nữ hoàng Tehaapapa I còn cha là Lãnh tụ Mato của Raiatea và Huahine, ông còn có một người chị gái là Hoàng hậu Tura'iari'i Ehevahine của Raiatea.  Teriʻitaria trở thành vua năm 1790 sau cái chết của mẹ mình. Tuy nhiên, 3 năm sau đó, ông bị phế truất bởi người em cùng cha khác mẹ của mình Tenania.
Ông cũng mất ngay sau khi bị phế.